# Альфа-2-HS-глікопротеїн
Альфа-2-HS-глікопротеїн (англ. Alpha 2-HS glycoprotein) – білок, який кодується геном AHSG, розташованим у людей на короткому плечі 3-ї хромосоми. Довжина поліпептидного ланцюга білка становить 367 амінокислот, а молекулярна маса — 39 325.
| 10         |  | 20         |  | 30         |  | 40         |  | 50         |
| ---------- |  | ---------- |  | ---------- |  | ---------- |  | ---------- |
| MKSLVLLLCL |  | AQLWGCHSAP |  | HGPGLIYRQP |  | NCDDPETEEA |  | ALVAIDYINQ |
| NLPWGYKHTL |  | NQIDEVKVWP |  | QQPSGELFEI |  | EIDTLETTCH |  | VLDPTPVARC |
| SVRQLKEHAV |  | EGDCDFQLLK |  | LDGKFSVVYA |  | KCDSSPDSAE |  | DVRKVCQDCP |
| LLAPLNDTRV |  | VHAAKAALAA |  | FNAQNNGSNF |  | QLEEISRAQL |  | VPLPPSTYVE |
| FTVSGTDCVA |  | KEATEAAKCN |  | LLAEKQYGFC |  | KATLSEKLGG |  | AEVAVTCTVF |
| QTQPVTSQPQ |  | PEGANEAVPT |  | PVVDPDAPPS |  | PPLGAPGLPP |  | AGSPPDSHVL |
| LAAPPGHQLH |  | RAHYDLRHTF |  | MGVVSLGSPS |  | GEVSHPRKTR |  | TVVQPSVGAA |
| AGPVVPPCPG |  | RIRHFKV    |  |            |  |            |  |            |

A: Аланін

C: Цистеїн

D: Аспарагінова кислота

E: Глутамінова кислота

F: Фенілаланін

G: Гліцин

H: Гістидин

I: Ізолейцин

K: Лізин

L: Лейцин

M: Метіонін

N: Аспарагін

P: Пролін

Q: Глутамін

R: Аргінін

S: Серин

T: Треонін

V: Валін

W: Триптофан

Задіяний у такому біологічному процесі як мінеральний обмін. 
Секретований назовні.